# Azorella cryptantha
Azorella cryptantha är en flockblommig växtart som först beskrevs av Dominique Clos, och fick sitt nu gällande namn av Karl Friedrich Carlos Federico Reiche. Azorella cryptantha ingår i släktet Azorella och familjen flockblommiga växter. Inga underarter finns listade i Catalogue of Life.